# Fabryka
Fabryka és un curtmetratge documental polonès dirigit l'any 1970 per Krzysztof Kieślowski.

## Argument
Una jornada laboral a la planta de tractors Ursus. Els quadres dels treballadors s'alternen amb els quadres de la junta directiva. La fàbrica no pot complir la taxa de producció perquè no hi ha prou equips, peces, etc. S'envien documents, es demanen llicències, es fan nombroses reunions, però sembla que no hi ha sortida a la xarxa viciosa de malentesos i burocràcia: la mà esquerra no sap què fa la dreta. Com diu un membre de la junta, "la burocràcia en aquest país impedeix qualsevol decisió". No obstant això, els treballadors encara han de complir la seva norma..